# Паљијаро ди Тоно (Пескара)
Паљијаро ди Тоно (итал. Pagliaro di Tono) је насеље у Италији у округу Пескара, региону Абруцо.
Према процени из 2011. у насељу је живело 8 становника. Насеље се налази на надморској висини од 746 м.